# Abdullah (band)
Abdullah was een Amerikaanse stonerrock- en doommetalband uit Richfield. De band werd in 1997 opgericht door zanger-drummer Jeff Shirilla en gitarist Al Seibert.

## Geschiedenis
De band werd in 1997 opgericht als Flaw maar in 1998 kwam een hernoeming naar Abdullah. In 1999 werd het debuutalbum Snake Lore uitgebracht. Een jaar later volgde het titelloze album Abdullah. Volgens Eduardo Rivadavia van AllMusic was het titelloze album het debuut; het in eigen beheer uitgebrachte Snake Lore bevat zes nummers en wordt ook wel als ep gezien. Het album Abdullah werd uitgegeven bij het label MeteorCity. Volgens Rivadavia leende Shirilla zijn zangstijl van Ozzy Osbourne (Black Sabbath) en Eric Wagner (Trouble). De band positioneerde zich met het album tussen stonerrock en doommetal zonder zich toe te leggen op een van de twee. Hij sloot zijn recensie af met de opmerking dat de band meer moet doen om zich te onderscheiden van de rest.
Het album Graveyard Poetry werd uitgebracht in 2002. Dit derde werk werd door Brian O'Neill van AllMusic het "sophomore" oftewel tweede werk genoemd, in lijn met Rivadavia's recensie van wat hij het debuut noemde. Volgens O'Neill was Graveyard Poetry een verbetering ten opzichte van het onevenwichtige vorige album. Wel bleek de sound sterk beïnvloed door St. Vitus en Trouble. Hij vond dat er nog ruimte voor verbetering was. Daarmee werden beide albums matig ontvangen.
In 2003 werd de split-ep Glisten uitgebracht dat samen met de Canadese band Nephusim was opgenomen. Het lukte de band niet meer om op eigen kracht een volwaardig album uit te brengen. In 2005 volgde nog de ep Worship en een splitalbum met Dragonauta. In 2009 kwam Abdullah met het in eigen beheer uitgebrachte album Cut the Artery dat demo's bevat en via de Myspace-pagina van de band als download werd aangeboden, maar in januari 2009 kondigde de band een pauze aan omdat de leden zich op andere projecten wilden richten. Die maand nog gaven ze hun laatste concert. Hierna werd geen nieuw werk meer uitgebracht.

## Discografie

### Albums
- Abdullah, 2000
- Graveyard Poetry, 2002
- Abdullah / Dragonauta, 2005 (splitalbum met Dragonauta)
- Cut the Artery, 2009

### Ep's
- Snake Lore, 1999
- Glisten, 2003 (split-ep met Nephusim)
- Worship, 2005